# Моє друге я
«Моє друге я» (англ. All of Me) — американська комедія 1984 року режисера Карла Райнера зі Стівом Мартіном і Лілі Томлін в головних ролях.

## Сюжет
38-річний адвокат Роджер Кобб зустрічається з донькою свого боса і мріє стати його партнером. Бос доручає Роджеру вирушити до вмирущої мільйонерки Едвіни Катвотер для складання нового заповіту. Ексцентрична мільйонерша з дитинства прикута до ліжка, ніколи не подорожувала, не була в дорогих ресторанах, не відвідувала пишні світські прийняття, а скоро має померти. Але у неї з'явилася надія надолужити згаяне, переселивши свою душу в тіло молодої дівчини Террі Госкінс, яку вона сама вибрала. Роджер відмовляється складати подібний заповіт, і Едвіна прямує до юридичної фірми Роджера, де їй стає зле і вона помирає. А її душа через непорозуміння під час спіритичного сеансу опиняється в тілі Роджера, керуючи його правою половиною, в той час, як він керує лівою. Через неї він втратив і дівчину, і роботу, але обидва хочуть, щоб Едвіна залишила його тіло, переселившись в тіло Террі. Тим часом Террі вражена, дізнавшись, що передача душі справді працює, зізнається, що погодилася на це лише для того, щоб отримати спадок Едвіни і відмовляється співпрацювати.

## У ролях
| Актор               | Роль                          |
| ------------------- | ----------------------------- |
| Стів Мартін         | Роджер Кобб                   |
| Лілі Томлін         | Едвіна Катвотер               |
| Вікторія Теннант    | Террі Госкінс                 |
| Річард Лібертіні    | Праха Лаша                    |
| Медолін Сміт Осборн | Пеггі Шайлер                  |
| Дана Елькар         | Бертон Шайлер, бос Роджера    |
| Джейсон Бернард     | сліпий музикант, друг Роджера |
| Сельма Даймонд      | секретарка Роджера            |

## Критика
Rotten Tomatoes дав оцінку 85 % на основі 41 відгука від критиків і 67 % від більш ніж 10000 глядачів.